# 2000 en musique
| \| • Retour à la chronologie générale de la musique populaire • \| |
| XXIe siècle • XXe siècle • XIXe siècle • XVIIIe siècle XVIIe siècle • XVIe siècle • XVe siècle • XIVe siècle XIIIe siècle • XIIe siècle • XIe siècle • Xe siècle IXe siècle • VIIIe siècle • Haut Moyen Âge • Rome • Grèce |
| • Retour à la chronologie générale de la musique populaire • |

| • Retour à la chronologie générale de la musique populaire • |

| Années de la musique populaire : 1997 - 1998 - 1999 - 2000 - 2001 - 2002 - 2003    |
| Décennies de la musique populaire : 1970 - 1980 - 1990 - 2000 - 2010 - 2020 - 2030 |

Cet article présente les faits marquants de l'année 2000 en musique.

## Faits marquants

### En France
- Environ 36 millions de singles et 114 millions d'albums sont vendus en France en 2000[1].
- Premiers succès de Calogero (Aussi libre que moi), Alizée (Moi... Lolita), Garou (Seul) et Julie Zenatti (Si je m’en sors).
- 22 janvier : Première édition des NRJ Music Awards.
- Le Mylenium Tour de Mylène Farmer se joue jusqu’en Russie, dans des salles de 30 000 personnes.
- 10 juin : Johnny Hallyday donne un concert gratuit à la tour Eiffel et se produit ensuite au Parc de Sceaux et 42 soirs à l'Olympia.
- Création de plusieurs comédies musicales : Les dix commandements, Roméo et Juliette et Ali Baba.
- Décès de C. Jérôme.

### Dans le monde
- Premiers succès d’Eminem (The Real Slim Shady), Coldplay (Yellow), Pink (There you go), Dido (Stan), Anastacia (I’m outta love), Linkin Park (One step closer) et Nelly Furtado (I'm like a bird).
- Première tournée mondiale de Britney Spears.
- Tournées internationales de Tina Turner (dont un soir au Stade de France) et AC/DC.
- Le clip de Robbie Williams, Rock DJ, est censuré.
- la chanson I Turn To You de Melanie Chisholm, directement sortie en remix/single et produit par Hex Hector, remporte un Grammy Award pour le meilleur remix de l’année, ce qui est une première dans l'histoire[2].

## Disques sortis en 2000
- Albums sortis en 2000
- Singles sortis en 2000

## Succès de l'année en France (Singles)

### Chansons classées Numéro 1
Cette liste présente, par ordre chronologique, tous les titres s'étant classés à la première place du Top 50 durant l'année 2000.
- Lou Bega : Mambo No. 5 (A little bit of...)
- Eiffel 65 : Move your body
- Hélène Ségara : Il y a trop de gens qui t'aiment
- Tom Jones : Sex Bomb
- Yannick : Ces soirées-là
- Santana : Maria Maria
- Philippe d'Avilla, Damien Sargue et Grégori Baquet : Les Rois du monde
- Daft Punk : One more time
- Alizée : L'Alizé

### Chansons francophones
Cette liste présente, par ordre alphabétique, tous les titres francophones s'étant classés parmi les 10 premières places du Top 50 durant l'année 2000.
- 113 : Tonton du bled
- Alizée : Moi... Lolita
- Alizée : L'Alizé
- Assia : Elle est à toi
- Axelle Red : Parce que c’est toi
- Bouga : Belsunce breakdown
- Cécilia Cara & Damien Sargue : Aimer
- Daniel Lévi : L’envie d’aimer
- Disiz La Peste : J'pète les plombs
- Ensemble contre le Sida : Noël ensemble
- Ève Angeli : Avant de partir
- Florent Pagny : Et un jour, une femme
- Hélène Ségara : Il y a trop de gens qui t'aiment
- Hélène Ségara : Elle tu l’aimes
- Isabelle Boulay : Parle-moi
- Johnny Hallyday : Pardon
- Lââm : Les enfants de l’an 2000
- Matt : 12/0013
- Mylène Farmer : Optimistique-moi
- Mylène Farmer : Innamoramento
- Mylène Farmer : Dessine-moi un mouton
- Pablo Villafranca : La peine maximum
- Philippe d'Avilla, Damien Sargue & Grégori Baquet : Les Rois du monde
- Saïan Supa Crew : Angela
- Sawt el Atlas : Ne me jugez pas
- Sonia Lacen & Sébastien Lorca : Tu me manques depuis longtemps
- Tina Arena : Aller plus haut
- Tina Arena : Les trois cloches
- Yannick : Ces soirées-là

### Chansons non francophones
Cette liste présente, par ordre alphabétique, tous les titres non francophones s'étant classés parmi les 10 premières places du Top 50 durant l'année 2000.
- All Saints : Pure shores
- Anastacia : I’m outta love
- Bomfunk MC's : Freestyler
- Britney Spears : (You drive me) Crazy
- Britney Spears : Born to make you happy
- Britney Spears : Oops !... I did it again
- Daddy DJ : Daddy DJ
- Daft Punk : One more time
- Destiny's Child : Say my name
- Eiffel 65 : Blue (Da Ba Dee)
- Eiffel 65 : Move your body
- Eminem : The real slim shady
- Eminem & Dido : Stan
- Floorfilla : Anthem #2
- French Affair : My heart goes boom (La di da da)
- Gigi D'Agostino : The riddle
- Lady : Easy Love
- Lara Fabian : Adagio
- Lou Bega : Mambo No. 5 (A little bit of...)
- Lou Bega : I got a girl
- Madonna : American pie
- Madonna : Music
- Moby : Natural blues
- Modjo : Lady (hear me tonight)
- Organiz : Can we talk about it
- R. Kelly : If I could turn back the hands on time
- Santana : Maria Maria
- Shania Twain : Man! I feel like a woman
- Shola Ama : Still believe
- Sonique : It feels so good
- Spooks : Things I’ve seen
- Sting & Cheb Mami : Desert Rose
- Superfunk : Lucky star
- Tom Jones & Mousse T : Sex Bomb

## Succès de l'année en France (Albums)
Cette liste présente, par ordre alphabétique, les albums sortis en 2000 ayant obtenu une certification Platine ou Diamant en France.

### Disques de diamant (Plus d'un million de ventes)
- Garou : Seul
- Gérald de Palmas : Marcher dans le sable
- Henri Salvador : Chambre avec vue
- Isabelle Boulay : Mieux qu'ici-bas
- Hélène Ségara : Au nom d'une femme
- Les Dix Commandements
- Roméo et Juliette, de la haine à l'amour
- Yannick Noah : Yannick Noah

### Doubles disques de platine (Plus de 600 000 ventes)
- Alizée : Gourmandises
- Anastacia : Not that kind
- Eminem : The Marshall Mathers LP
- Florent Pagny : Châtelet Les Halles
- Lynda Lemay : Du coq à l'âme
- Madonna : Music
- Mylène Farmer : Mylenium Tour
- Queen : The Platinum Collection
- The Beatles : 1

### Disques de platine (Plus de 300 000 ventes)
- André Rieu : La vie est belle
- Britney Spears : Oops!... I did it again
- Catherine Lara : Aral
- Craig David : Born to do it
- Ensemble contre le Sida : Noël ensemble
- Eros Ramazzotti : Stilelibero
- Era : Era II
- Joe Dassin : Ses plus grands succès
- Johnny Hallyday : 100 % Johnny : Live à la tour Eiffel
- Julien Clerc : Si j’étais elle
- Lenny Kravitz : Greatest hits
- Les Enfoirés : Enfoirés en 2000
- Linkin Park : Hybrid theory
- Louise Attaque : Comme on a dit
- Michel Sardou : Français
- Nuttea : Un signe du temps
- Radiohead : Kid A
- Saïan Supa Crew : KLR
- Texas : The greatest hits
- The Corrs : In blue
- U2 : All that you can't leave behind

## Succès internationaux de l’année
Cette liste présente, par ordre alphabétique, les trente titres et albums ayant eu le plus de succès dans les charts internationaux en 2000,.

### Singles
- Aaliyah : Try again
- Anastacia : I’m outta love
- Backstreet Boys : Shape of my heart
- Backstreet Boys : Show Me The Meaning Of Being Lonely
- Baha Men : Who let the dogs out?
- Bomfunk MCs : Freestyler
- Bon Jovi : It's my life
- Britney Spears : Oops !... I did it again
- Britney Spears : Lucky
- Christina Aguilera : What a girl wants
- Christina Aguilera : Come on over baby (All I want is you)
- Destiny's Child : Say my name
- Destiny's Child : Independent women
- Eminem : The real slim shady
- Eminem & Dido : Stan
- Janet Jackson : Doesn't really matter
- Macy Gray : I try
- Madonna : American pie
- Madonna : Music
- Madonna : Don't tell me
- Melanie C & Lisa Lopes : Never be the same again
- Melanie C : I Turn To You (Hex Hector Remix)
- Modjo : Lady (hear me tonight)
- N Sync : Bye Bye Bye
- N Sync : It's Gonna Be Me
- Robbie Williams : Rock DJ
- Santana : Maria Maria
- Sisqo : Thong song
- Sonique : It feels so good
- Spiller & Sophie Ellis-Bextor : Groovejet (If this ain't love)
- U2 : Beautiful day

### Albums
- AC/DC : Stiff upper lip
- Anastacia : Not that kind
- Backstreet Boys : Black & blue
- Bon Jovi : Crush
- Britney Spears : Oops!... I did it again
- Coldplay : Parachutes
- Coyote Girls
- Craig David : Born to do it
- David Gray : White ladder
- Eminem : The Marshall Mathers LP
- Enya : A day without rain
- Eric Clapton & BB King : Riding with the King
- Faith Hill : Breathe
- Lenny Kravitz : Greatest hits
- Limp Bizkit : Chocolate starfish & the hot dog flavoured water
- Madonna : Music
- Mark Knopfler : Sailing to Philadelphia
- N Sync : No Strings Attached
- Nelly : Country grammar
- O'Brother
- Pearl Jam : Binaural
- PJ Harvey : Stories from the city, stories from the sea
- R Kelly : TP-2.com
- Radiohead : Kid A
- Robbie Williams : Sing when you're winning
- Sade : Lovers rock
- The Beatles : 1
- The Corrs : In blue
- U2 : All that you can't leave behind
- Whitney Houston : The greatest hits

## Récompenses
- États-Unis : 43e cérémonie des Grammy Awards
- États-Unis : American Music Awards 2000 (en)
- États-Unis : 2000 MTV Video Music Awards (en)
- Europe : 2000 MTV Europe Music Awards (en)
- Europe : Concours Eurovision de la chanson 2000
- France : 16e cérémonie des Victoires de la musique
- France : 2e édition des NRJ Music Awards
- Québec : 22e gala des prix Félix
- Royaume-Uni : Brit Awards 2000

## Formations et séparations de groupes
- Groupe de musique formé en 2000
- Groupe de musique séparé en 2000

## Naissances
- 10 janvier : JNR Slice, rappeur et chanteur français
- 4 février : Bushi, rappeur français
- 26 février : Yeat, rrappeur, chanteur, producteur américain
- 20 mars : Hwang Hyun-jin, chanteur, danseur et rappeur sud-coréen
- 23 mars : Geolier, rappeur et chanteur italien
- 3 avril : Koba LaD, rappeur, mannequin et acteur français
- 20 mai : YG Pablo, rappeur et chanteur belge
- 28 mai : Mero, rappeur allemand
- 17 août :
  - Lil Pump, rappeur, producteur et compositeur américain
  - VillaBanks, rappeur et chanteur italien
- 22 septembre : Seungmin, chanteur, danseur et rappeur sud-coréen
- 21 décembre : Kaza, rappeur et chanteur français

## Décès
- 2 janvier : Nat Adderley, cornettiste de jazz américain
- 6 février : Derroll Adams, joueur de banjo américain
- 7 février : Big Punisher, rappeur portoricain
- 12 février : Screamin' Jay Hawkins, chanteur de rhythm and blues américain
- 23 février : Ofra Haza, actrice et chanteuse israélienne
- 14 mars : C. Jérôme, chanteur français
- 27 mars : Ian Dury, chanteur et acteur britannique
- 8 mai : André Fortin, auteur-compositeur, chanteur, musicien, cinéaste et acteur québécois, leader du groupe Les Colocs
- 30 mai : Tex Beneke, saxophoniste, chanteur et chef d'orchestre de jazz américain
- 31 mai : Johnnie Taylor, chanteur de blues, de soul et de funk américain
- 1er juin : Tito Puente, compositeur et multi-instrumentiste de jazz, de mambo et de salsa portoricain
- 29 juin : Bernard Gérard, pianiste, compositeur, orchestrateur et arrangeur français
- 25 août : Jack Nitzsche, compositeur, arrangeur et producteur américain
- 12 septembre : Stanley Turrentine, saxophoniste de jazz américain
- 3 octobre : Benjamin Orr, bassiste de rock américain, membre du groupe The Cars
- 18 octobre : Julie London, chanteuse et actrice américaine.
- 18 ou 19 octobre : Hortense Ellis, chanteuse de ska, de rocksteady et de reggae jamaïcaine